# Bad Karma (película de 2012)
Bad Karma es una película australiana-estadounidense de suspenso de 2012, dirigida por Suri Krishnamma, escrita por Steve Allrich y Allie Loh, musicalizada por Bryce Jacobs, en la fotografía estuvo Nino Gaetano Martinetti y los protagonistas son Ray Liotta, Dominic Purcell y Aaron Pedersen, entre otros. El filme fue realizado por Limelight International Media Entertainment, Odyssey Media y Zero Gravity Management; se estrenó el 12 de septiembre de 2012.

## Sinopsis
Trata acerca de un criminal recuperado que es chantajeado por su excolega para que realice su última tarea.